# Az-Zahibat
Az-Zahibat albo Az-Zahiba (ar. الذهيبة, fr. Dehiba) − miasto w południowej części Tunezji, w pobliżu przejścia granicznego z Libią.